# Seo Dong-won
Seo Dong-won (Seul, 22 de outubro de 1978) é um ex-futebolista profissional sul-coreano, que atuava como meia.

## Carreira

### Ulsan
Seo Dong-won se profissionalizou no Daejeon Citizen, em 1998.

## Seleção
Seo Dong-won integrou a Seleção Sul-Coreana de Futebol na Copa das Confederações de 2001.